# José Rivera (piłkarz)
José Daniel Rivera Martínez (ur. 8 maja 1997 w Tarapoto) – peruwiański piłkarz występujący na pozycji napastnika lub skrzydłowego, reprezentant Peru, od 2023 roku zawodnik Universitario de Deportes.